# Nicrophorus distinctus
Nicrophorus distinctus är en skalbaggsart som beskrevs av Antoine Henri Grouvelle 1885. Nicrophorus distinctus ingår i släktet Nicrophorus och familjen asbaggar. Inga underarter finns listade i Catalogue of Life.